# Система огня в обороне
Система огня в обороне или система огня — форма оптимальной организации огневых средств подразделения (части, соединения), которая основана на сочетании всех возможных видов подготовленного огневого воздействия на противника с целью их совместного применения в ходе боевого столкновения. Выстраивается по единому плану в соответствии с замыслом боя с учётом особенностей рельефа местности, огневых возможностей всех видов имеющегося вооружения и приданных огневых средств, а также — их тесного взаимодействия в сочетании с инженерными заграждениями и естественными препятствиями. Может включать в себя:
- участки, рубежи и районы массированного, сосредоточенного и заградительного огня,
- зоны сплошного многослойного огня из всех видов оружия на непосредственных подступах к передовым линиях, на флангах, на направлениях вероятного прорыва и в глубине обороны

Должна обеспечивать:
- манёвр огнём для быстрого его переноса на критические участки и направления[4].
- наращивание плотности по мере приближения наступающих частей противника,
- надежное прикрытие флангов, промежутков и стыков между соединениями[1].